# Зарудела зора на Морави
„Зарудела зора на Морави” је југословенски кратки ТВ мјузикл из 1979. године. Режирао га је Јован Ристић а сценарио је написао Света Лукић.

## Улоге
| Глумац           | Улога  |
| ---------------- | ------ |
| Оливера Катарина | Невена |
| Љуба Тадић       | Млинар |